# Demenkove, Novoaidar
Demenkove (în ucraineană Деменкове) este un sat în comuna Bahmutivka din raionul Novoaidar, regiunea Luhansk, Ucraina.

## Demografie
Componența lingvistică a localității Demenkove
     Ucraineană (72,38%)
     Rusă (27,62%)
Conform recensământului din 2001, majoritatea populației localității Demenkove era vorbitoare de ucraineană (72,38%), existând în minoritate și vorbitori de rusă (27,62%).